# Jagger Eaton
Pour les articles homonymes, voir Eaton.
Jagger Eaton est un skateur américain né le 21 février 2001 à Mesa, en Arizona. Il a remporté la médaille de bronze de l'épreuve de street aux Jeux olympiques d'été de 2020 à Tokyo.